# Núi Hiei
Núi Hiei (比叡山 (Bỉ Duệ Sơn)/ ひえいざん Hiei-zan) là một ngọn núi phía đông bắc thành phố Kyōto, nằm trên ranh giới giữa hai tỉnh Kyoto và Shiga.
Đây là nơi Đại sư Tối Trừng (ja. saichō) cho xây dựng Nhất Thừa Chỉ Quán viện (sau được đổi tên là chùa Diên Lịch) của tông phái Thiên Thai Nhật Bản vào đầu thế kỷ 9. Chùa này trở thành một trung tâm quan trọng của Phật giáo Nhật Bản vào thời Trung cổ, từng tiếp đón nhiều cao tăng của các trường phái khác như Chân ngôn tông (ja. shingon) và Thiền tông (ja. zen-shū).